# جيلبرت روبن
جيلبرت روبن (بالفرنسية: Gilbert Robin )‏ (و. 1893 – 1967 م) هو طبيب، وطبيب نفسي، وروائي، وكاتب مقالات، من فرنسا، ولد في بولون-بيانكور، توفي في الدائرة السابعة في باريس، عن عمر يناهز 74 عاماً.

## جوائز
حصل على جوائز منها:
- وسام جوقة الشرف من رتبة فارس.